# Cinque penny (moneta britannica)
La moneta da cinque penny (5p) (in inglese five pence, spesso pronunciato /faiv pi/) è una suddivisione della sterlina britannica. Venne introdotta il 23 aprile 1968 in preparazione alla decimalizzazione della valuta, avvenuta nel 1971. A quel tempo aveva lo stesso valore, dimensione e peso dello scellino, a cui fu affiancata dal 1968 con l'obiettivo di familiarizzare gradualmente i cittadini al nuovo conio decimale. Entrambe le monete circolarono sino al 1990, quando il diametro della moneta da 5 penny fu ridotto e le vecchie monete più grandi vennero ritirate dalla circolazione dal 1º gennaio 1991.
Al 31 marzo 2012 sono stati stimati complessivamente 3 755 000 000 di monete da cinque penny in circolazione, per un controvalore di 188 000 000 di sterline circa.
Il potere liberatorio di questa moneta è stato fissato in 100 pezzi, e cioè per pagamenti fino a 5 sterline.

## Storia
La moneta è composta interamente da acciaio ricoperto di nichel. Questa composizione è stata adottata nel 2011 in sostituzione della precedente lega di rame (75%) e nichel (25%), della quale è previsto il recupero attraverso il ritiro dalla circolazione delle vecchie monete. La prima versione (1968-1989) pesava 5,65 grammi ed aveva un diametro di 23,59 millimetri e venne sostituita da quella attuale il 27 giugno 1990. Questa ha più o meno le stesse caratteristiche di peso del Dime statunitense e dei 10 cent canadesi, con i quali può facilmente essere confusa avendo anch'essa al diritto l'effigie di Elisabetta II. La versione più grande (così come lo scellino) somigliava invece al marco tedesco e spesso veniva utilizzata fraudolentemente nei distributori automatici.
Il rovescio ha avuto tre diversi design finora, tutti raffiguranti la sovrana Elisabetta II. Il primo, utilizzato dal 1968 al 1984, opera di Arnold Machin; quindi fino al 1997 un ritratto più maturo opera di Raphael Maklouf; infine il disegno attuale, opera di Ian Rank-Broadley. In tutti i casi, l'iscrizione è ELIZABETH II D.G.REG.F.D. seguita dalla data.
Il diritto ha invece cambiato disegno solo nel 2008. Fino a quel momento era stato utilizzato il cardo scozzese (The Badge of Scotland, a thistle royally crowned) disegnato da Christopher Ironside nel 1968. Da quando la monetazione britannica è stata ridisegnata da Matthew Dent per formare lo stemma reale, la moneta da cinque penny raffigura la parte centrale del medesimo. La dicitura FIVE PENCE compare dal 1982 in sostituzione dell'originale NEW PENCE.

## Pezzi coniati
| Anno | Zecca       | Pezzi coniati | Note                                              |
| ---- | ----------- | ------------- | ------------------------------------------------- |
| 1968 | Llantrisant | 98 868 250    |                                                   |
| 1969 | Llantrisant | 120 270 000   |                                                   |
| 1970 | Llantrisant | 225 948 525   |                                                   |
| 1971 | Llantrisant | 81 783 475    |                                                   |
| 1972 | Llantrisant | ?             | Coniata esclusivamente per collezionisti          |
| 1973 | Llantrisant | ?             | Coniata esclusivamente per collezionisti          |
| 1974 | Llantrisant | ?             | Coniata esclusivamente per collezionisti          |
| 1975 | Llantrisant | 141 539 000   |                                                   |
| 1976 | Llantrisant | ?             | Coniata esclusivamente per collezionisti          |
| 1977 | Llantrisant | 24 308 000    |                                                   |
| 1978 | Llantrisant | 61 094 000    |                                                   |
| 1979 | Llantrisant | 155 456 000   |                                                   |
| 1980 | Llantrisant | 220 566 000   |                                                   |
| 1981 | Llantrisant | ?             | Coniata esclusivamente per collezionisti          |
| 1982 | Llantrisant | 205 000       | Coniata esclusivamente per collezionisti          |
| 1983 | Llantrisant | 637 000       | Coniata esclusivamente per collezionisti          |
| 1984 | Llantrisant | 158 820       | Coniata esclusivamente per collezionisti          |
| 1985 | Llantrisant | 178 000       | Coniata esclusivamente per collezionisti          |
| 1986 | Llantrisant | 167 000       | Coniata esclusivamente per collezionisti          |
| 1987 | Llantrisant | 48 220 000    |                                                   |
| 1988 | Llantrisant | 120 744 610   |                                                   |
| 1989 | Llantrisant | 101 406 000   |                                                   |
| 1990 | Llantrisant | 1 634 976 005 |                                                   |
| 1991 | Llantrisant | 724 979 000   |                                                   |
| 1992 | Llantrisant | 453 173 500   |                                                   |
| 1993 | Llantrisant | 56 945        | Coniata esclusivamente per i collezionisti        |
| 1994 | Llantrisant | 93 602 000    |                                                   |
| 1995 | Llantrisant | 183 384 000   |                                                   |
| 1996 | Llantrisant | 302 902 000   |                                                   |
| 1997 | Llantrisant | 236 596 000   |                                                   |
| 1998 | Llantrisant | 217 376 000   |                                                   |
| 1999 | Llantrisant | 195 490 000   |                                                   |
| 2000 | Llantrisant | 388 512 000   |                                                   |
| 2001 | Llantrisant | 337 930 000   |                                                   |
| 2002 | Llantrisant | 219 258 000   |                                                   |
| 2003 | Llantrisant | 333 230 000   |                                                   |
| 2004 | Llantrisant | 271 810 000   |                                                   |
| 2005 | Llantrisant | 236 212 000   |                                                   |
| 2006 | Llantrisant | 317 697 000   |                                                   |
| 2007 | Llantrisant | 246 720 000   |                                                   |
| 2008 | Llantrisant | 258 052 000   | Di cui 165 172 000 con il nuovo conio di rovescio |
| 2009 | Llantrisant | 132 960 300   |                                                   |
| 2010 | Llantrisant | 386 170 500   |                                                   |